# Lupinus luteus
El lupino amarillo (Lupinus luteus) es una especie de la familia de las fabáceas.

## Descripción
Planta anual de hasta 100 cm, vellosa, con pelos aplicados. Tallos erectos, toscos y gruesos. Raíces fuertes y profundas y un sistema radicular bien desarrollado. Hojas con largo peciolo, digitadas, divididas en 5-9 foliolos lanceolado-oblongos y mucronado, algo vellosos por el haz. Sus estípulas aparecen soldadas al peciolo.
Flores cortamente pecioladas, amarillas, olorosas, con cinco por verticilo, formando un racimo erecto. Cáliz bilabiado, estando el superior hendido hasta la mitad y tridentado el inferior. Está sustentado por dos brácteas lineares que a veces no se pueden apreciar por ser rápidamente caducas.
Su fruto es una legumbre de hasta 6 cm de longitud por 1 cm de anchura, muy peloso, negruzco, linear-oblongo, con 4-6 semillas, de forma levemente aplanada, de unos 6-8 mm de longitud por 5-7 mm de ancho, lisas de color blanquecino con manchas marrones o negruzcas, a veces con un arco algo coloreado alrededor del hilo.   Florece de primavera a verano.

## Distribución
L. luteus tiene su origen en la cuenca mediterránea occidental, apareciendo en inicialmente en el Oeste de la península ibérica, extendiéndose después a zonas costeras del Mediterráneo como la península itálica principalmente. También crece en suelos arenosos del Norte de Europa, principalmente Alemania y Polonia (origen de sus variedades dulces), y Australia y Sudáfrica.

## Requerimientos ambientales
Sus condiciones óptimas se identifican con el clima mediterráneo, con pluviometrías mayores de 250 mm anuales. El lupino amarillo es resistente a sequías, ya que el resto de las especies requieren una precipitación mayor entre los 400-1000 mm anuales.
Su rango óptimo se sitúa entre los 18-24 °C de temperatura media mensual durante un periodo de 5 meses. No es aconsejable sembrarlos en otoño con temperaturas demasiado bajas, por lo que en las zonas ácidas del norte peninsular se siembran a finales de invierno o principios de primavera. Esta especie es tolerante a heladas suaves.
Los suelos más favorables para esta leguminosa son suelos profundos, ya que existe una relación entre la profundidad de su raíz pivotante y del desarrollo de la parte aérea. Prefiere suelos arenosos o franco arenosos, y con un pH muy bajo o bajo, huyendo de los suelos mal drenados, aunque es más resistente a las inundaciones que otros Lupinus (como L.angustifolius). No aguanta los suelos calizos, siendo este el factor limitante más importe para su cultivo y se adapta a suelos poco fértiles.
Tiene requerimientos relativamente altos de fósforo y azufre y es una especie bastante sensible a deficiencias de hierro en Europa, magnesio y manganeso en Australia, lo que genera la clorosis calcárea. L. luteus, así como todas las especies mediterráneas de Lupinus, responde a la vernalización.

## Fenología y biología
La siembra puede realizarse en algunas regiones pronto en otoño, ya que si tarda mucho la primera floración se produce a demasiada altura sobre el suelo y la planta generará menos fruto, mientras que en zonas más frías se hará después de invierno.
La germinación es epigea, y su bajo poder germinativo debido a la dureza de sus tegumentos  puede ser un problema, así que se recomienda almacenar las semillas en bolsas de politeno con una humedad del  13-14% o con un tratamiento previo de ácido sulfúrico.
Floración III-VIII, dándose aquí sus máximos requerimientos de agua, por lo que es conveniente dar un riego de 300-500 m³/ha  15 días después de ésta para asegurar la fructificación de la segunda floración y siguientes. La maduración del grano se produce en unos 105-108 días, en función de las condiciones climáticas locales.

## Manejo y agronomía
Como ya se ha mencionado su cultivo se da fundamentalmente en Europa y Australia para forraje. Se cultiva como especie anual o de autosiembra, tanto en pastizales monofitos como bifitos:
- Monofitos de secano, en rotaciones con cereales o formando un pasto de autoesiembra, con una densidad óptima  de unas 45-50 plantas/ha, aunque en ocasiones se buscan densidades bajas para favorecer la entrada de especies espontáneas.
- Bífitos, con algún cereal o gramínea pratense.

Es importante insistir en la relación entre la profundidad de la raíz y el desarrollo de la parte aérea por lo que hay que realizar labores profundas de alzar para mejorar el desarrollo, aunque estas no suelen realizarse debido a que el lupino se cultiva en suelos bastante pobres, por lo que su productividad es baja.
La siembra puede ser a voleo, aunque se recomienda una siembra en líneas, a una profundidad de 2,5-5 cm y con una distancia entre líneas de 50-60 cm y una distancia entre las plantas de 10-15 cm. Si la siembra ha sido en líneas podrán darse labores con el cultivador. Los valores recomendados en la dosis de siembra oscilan entre los 45-67 kg/ha³.
No se aconseja el abonado nitrogenado debido a su capacidad de formar nódulos, con una fijación suficiente de nitrógeno, aunque se ignora si es necesario el aporte para favorecer el desarrollo inicial del cultivo. Lo que si que parece recomendable es el aporte de superfosfato de cal, debido a las deficiencias de aminoácidos azufrados (especialmente en metionina), por lo que sería recomendable en terrenos pobres en azufre.
En cuanto a plagas, L. luteus es muy sensible a los áfidos (Aphis spp.) en sus variedades dulces, los cuales tienen importancia por causar daños que reduzcan el desarrollo de la semilla y por ser vectores de importantes enfermedades víricas como el mosaico amarillo de la judía. El lupino amarillo también se ve afectado por mariposas nocturna (Heliothis spp.), siendo la especia de lupino más susceptible, fundamentalmente en cultivos de invierno. Su larva perfora las vainas verdes, comiéndose sus semillas en desarrollo. Cuando la semilla está plenamente formada y sus tegumentos se endurecen, las larvas no la pueden atacar, por lo que pueden evitarse daños mediante el adelantamiento del cultivo. Una plaga bastante común en lupinos en general es Frankliniella spp, que en Estados Unidos reduce considerablemente el rendimiento en grano. L.luteus se ve muy perjudicado en Australia por (Sminthurus viridis) y en sus variedades dulces por los ácaros terrestres de patas rojas (Halotydeus destructor).  La resistencia de esta especie a los nematodos que afectan a los nódulos de la raíz, como Meloidogyne spp., aunque su afección puede eliminarse con una adecuada rotación.
En patologías, hay que destacar el daño producido en cosecha por varios hongos. L.luteus es moderadamente susceptible la mancha marrón de las hojas (Ceratophorum setosum), una de las enfermedades más dañinas de aquellas que afectan a los lupinos de invierno, ya que crece a temperaturas de hasta 5 °C y soporta condiciones frías y húmedas. Se transmite principalmente por semillas infectadas y restos de las cosechas. Antracnosa (Glomerella cingulata) y el mildiu (Erysiphe spp.) afectan a los lupinos cultivados en medios templados y húmedos. Con tiempo cálido y exceso de humedad, el cultivo puede verse afectado por podredumbres de raíz y del cuello del tallo, causadas por Phythium y Rhizoctonia. L. luteus es inmune a la mancha gris de las hojas (Stemphylium solani y S.botryosum). Como se comentó anteriormente en relación con los áfidos, la principal enfermedad vírica, que afecta de manera general a todos los lupinos, es el mosaico de la judía amarilla (BYMV). Éste se manifiesta en L.luteus con un moteado en mosaico, con distorsión de las hojillas y crecimiento enano. La infección antes de la floración reduce considerablemente el rendimiento por el bajo desarrollo de granos y plantas. Si la infección se da durante o después de la floración, se producen algunas semillas pequeñas y de forma anormal. Para el control BYMV recomienda una siembra temprana combinada con un control eficaz de los áfidos, y en L. luteus, donde el virus puede transmitirse por sus semillas, es fundamental el uso de semilla certificada libre de esta enfermedad.
Finalmente, en la recolección hay que distinguir entre variedades de legumbres dehiscentes e indehiscentes. La recolección en variedades indehiscentes es sencilla, con cosechadora, y con la barra de corte a baja altura para evitar la pérdida de las vainas de la primera floración. Es preferible que la cosecha se realice a primeras horas de la mañana ya que al avanzar el día y subir la temperatura, y debido a que la indehiscencia nunca es total, puede quedar grano en el suelo. Tras la recolección, las semillas se limpian para eliminar restos indeseados y semillas verdes, y se secan hasta alcanzar una humedad del 10% para evitar el ataque de hongos. Las variedades dehiscentes se aprovechan directamente como rastrojo, dejando el grano sin recolectar.

## Interés y aprovechamiento forrajero
Reside en ciertas características propias, como el desarrollo de tallos en yemas axilares y su lignificación más tardía, lo cual aumenta el crecimiento vegetativo y el tiempo en el que es disponible para alimentar al ganado.
Por otro lado, como leguminosa que es, presenta un gran valor nutritivo por su elevado contenido proteico (20% de la planta es proteína y más del 35% del grano) y por ello el grano seco se emplea en la alimentación animal como suplemento alimenticio. Por otro lado, esta planta presenta una pequeña proporción de alcaloide, denominado lupinina de entre un 0,25-0,30% (lupino semidulce), que reduce su valor forrajero, aunque por lo general su digestibilidad es buena.
En la tremosilla (L.Luteus) el porcentaje de tegumentos puede alcanzar el 20-25%. Si el lupino pasa por un periodo de sequía, aumenta el contenido de cáscara. Esta cáscara se digiere fácilmente por el ganado, por lo que no se sugiere el descascarillado.
En cuanto a su producción, ésta es muy variable, de entre 4-19 toneladas/ha. Según el Anuario de Estadística a fecha de 7 de octubre de 20094, el cultivo del lupino ocupa una superficie 5.300 ha, y una producción total de 4.300 toneladas en España.
En lo que se refiere al aprovechamiento del cultivo, este puede ser segado o aprovechado a diente por rumiantes. El pastoreo y la siega no son aconsejables en primavera, ya que entonces el cultivo posee una baja capacidad de rebrote y baja apetecibilidad para el ganado por efecto de los alcaloides, que disminuyen en verano, transformándose en aminoácidos en la maduración. Es en la época estival posibilita aporte de alimento proteico, cuando el resto de alimentos son de baja calidad.
- Pastoreo estival de la planta seca en pie (o rastrojo si se cosecha el grano).
- Mala henificación.

También se aconseja evitar el consumo del ganado después de las lluvias otoñales, ya que puede aparecer Phomopsis leptostromiformis o Phomopsis rossiana , hongos que generan una micotoxina que causa lupinosis mortal en ovejas, ganado vacuno y caballos.

## Usos
- Como abono verde, ya que fijan mucho nitrógeno.
- En consumo humano. En países como Chile existen fábricas destinadas a la producción de harinas para alimento humano (necesidad de descascarillar el grano). En la Cordillera de los Andes la producción de lupino se destina totalmente al consumo humano en forma de harinas galletas y otros tipos de preparados.
- El lupino amarillo ha sido una planta cultivada con frecuencia para su utilización como forraje o como fuente de proteínas en mezclas concentradas para ganado vacuno, ovejas, cerdos y aves de corral. También se usa como mejorador de leches maternizadas para terneros. En Portugal por ejemplo, se utiliza como alimento para el ganado ovino durante el verano. Si se recolecta el grano, los rastrojos que quedan se utilizan como pasto.
- De esta planta se obtenían antiguamente fibras utilizadas en la industria textil.
- En iglesias y cabildos catedralicios de la Castilla medieval sus semillas fueron utilizadas para votar.

## Citología
Números cromosomáticos de Lupinus luteus  (Fam. Leguminosae) y taxones infraespecificos:  
2n=48-52: 2n=52

## Nombres comunes
- Castellano: lupino amarillo, haba de lobo.[6]

## Galería

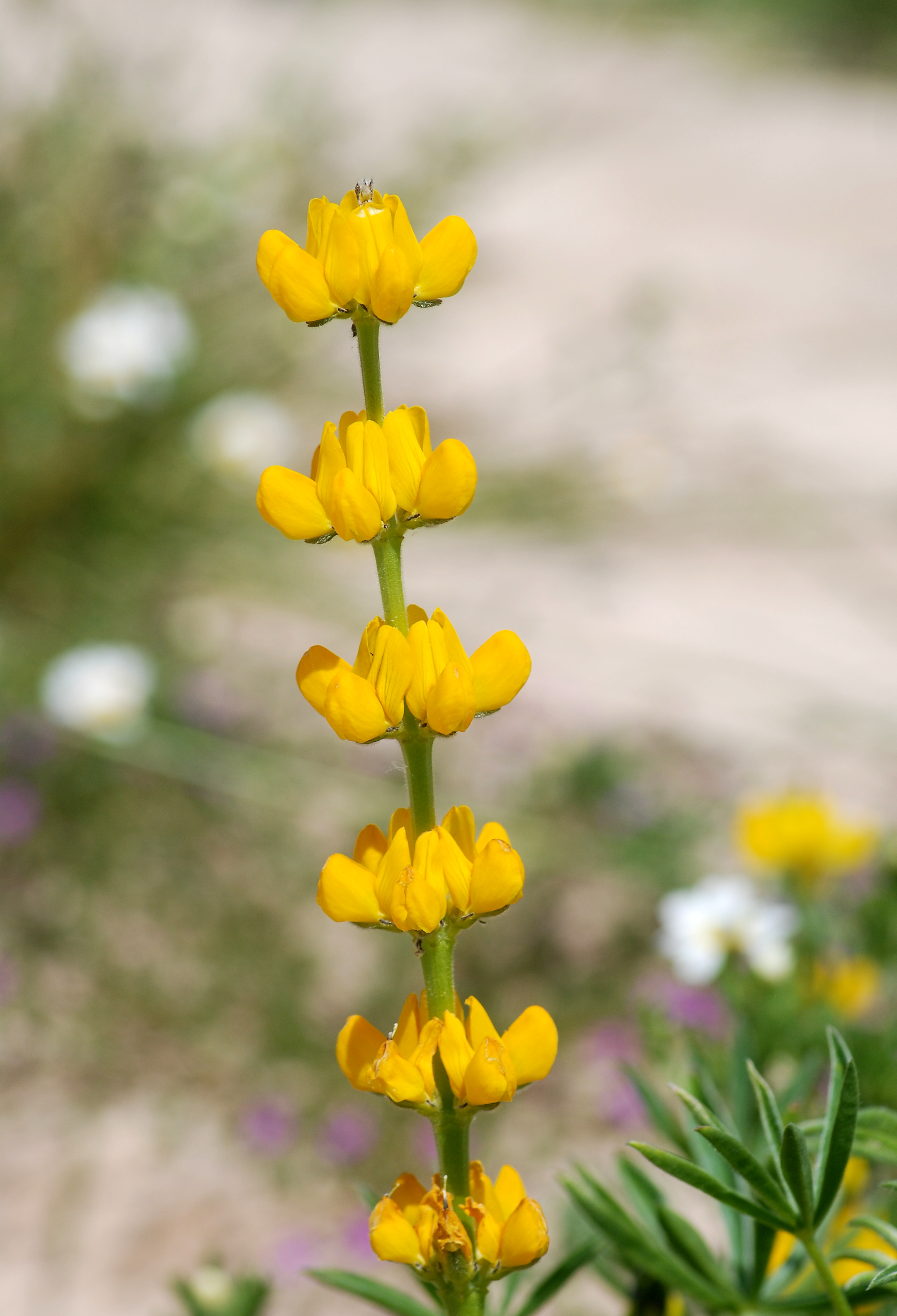
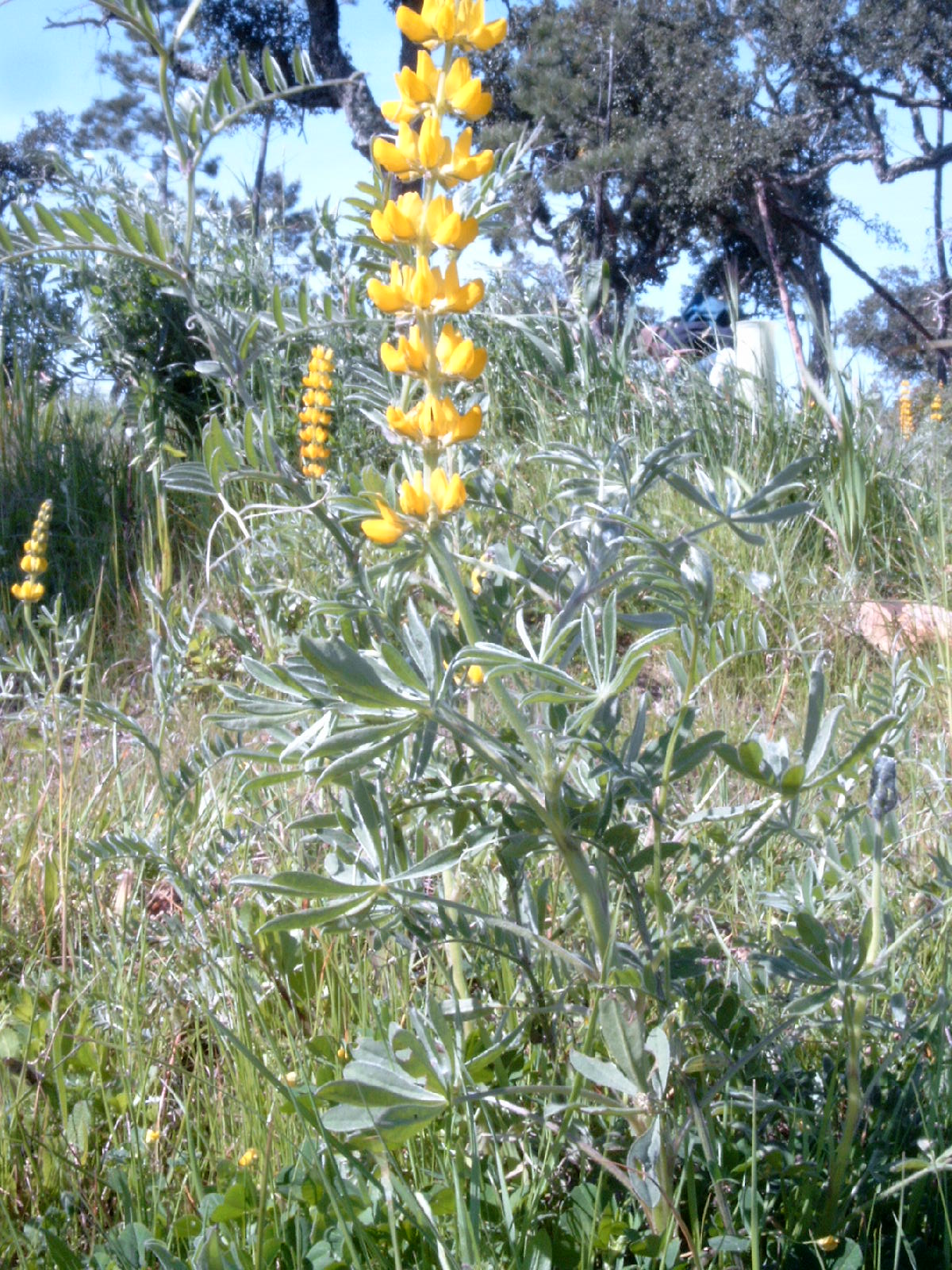
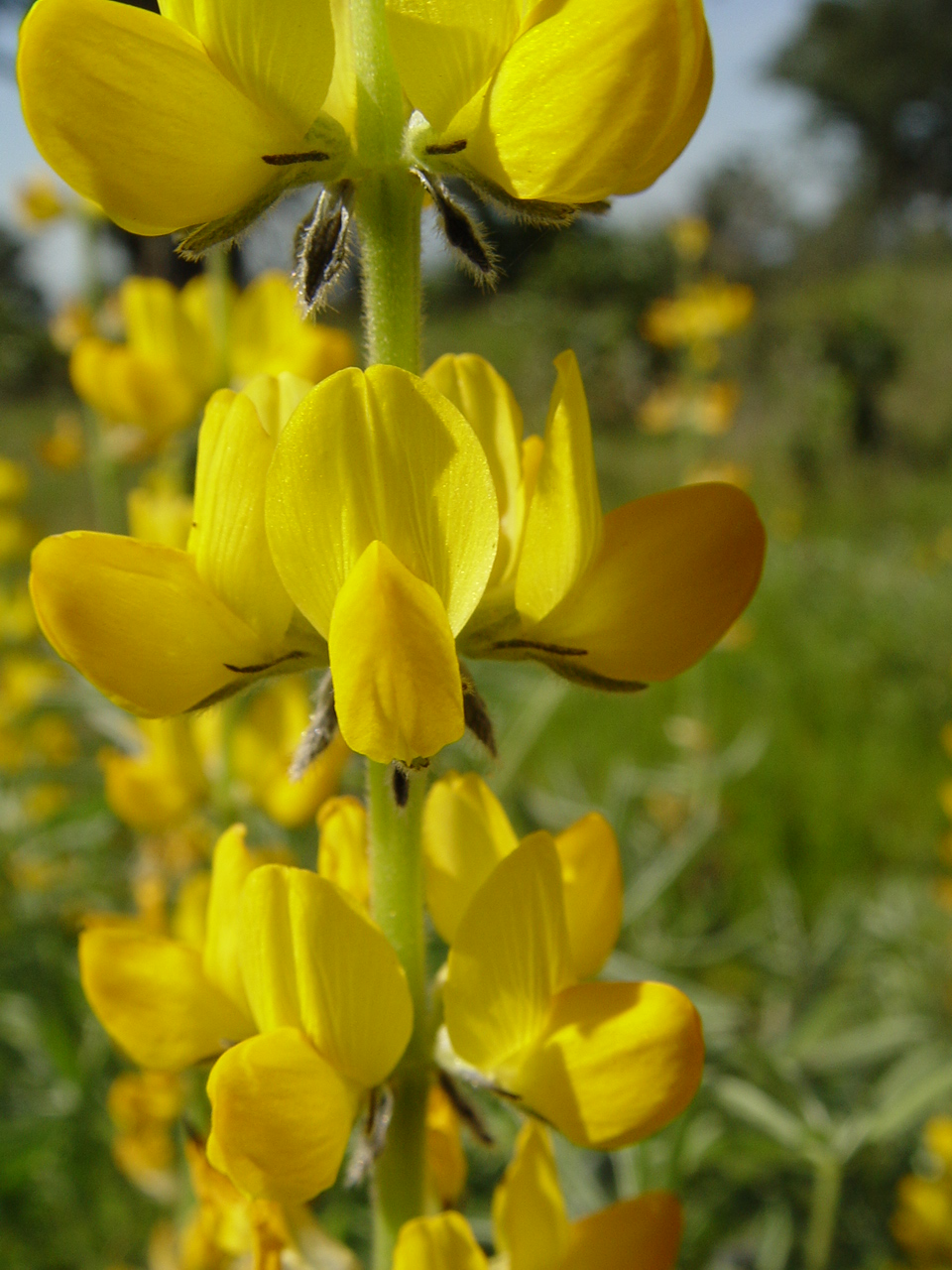
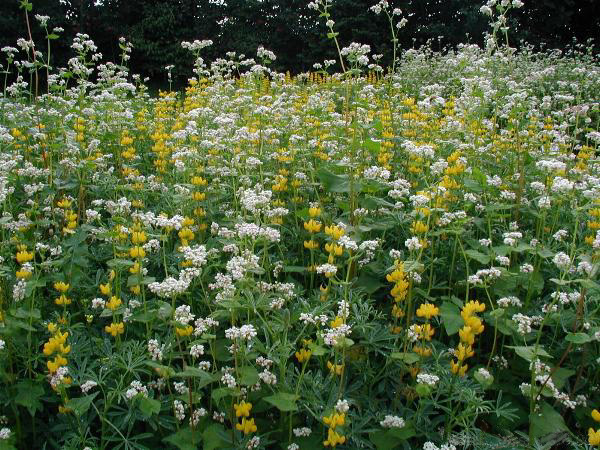
con Fagopyrum esculentum

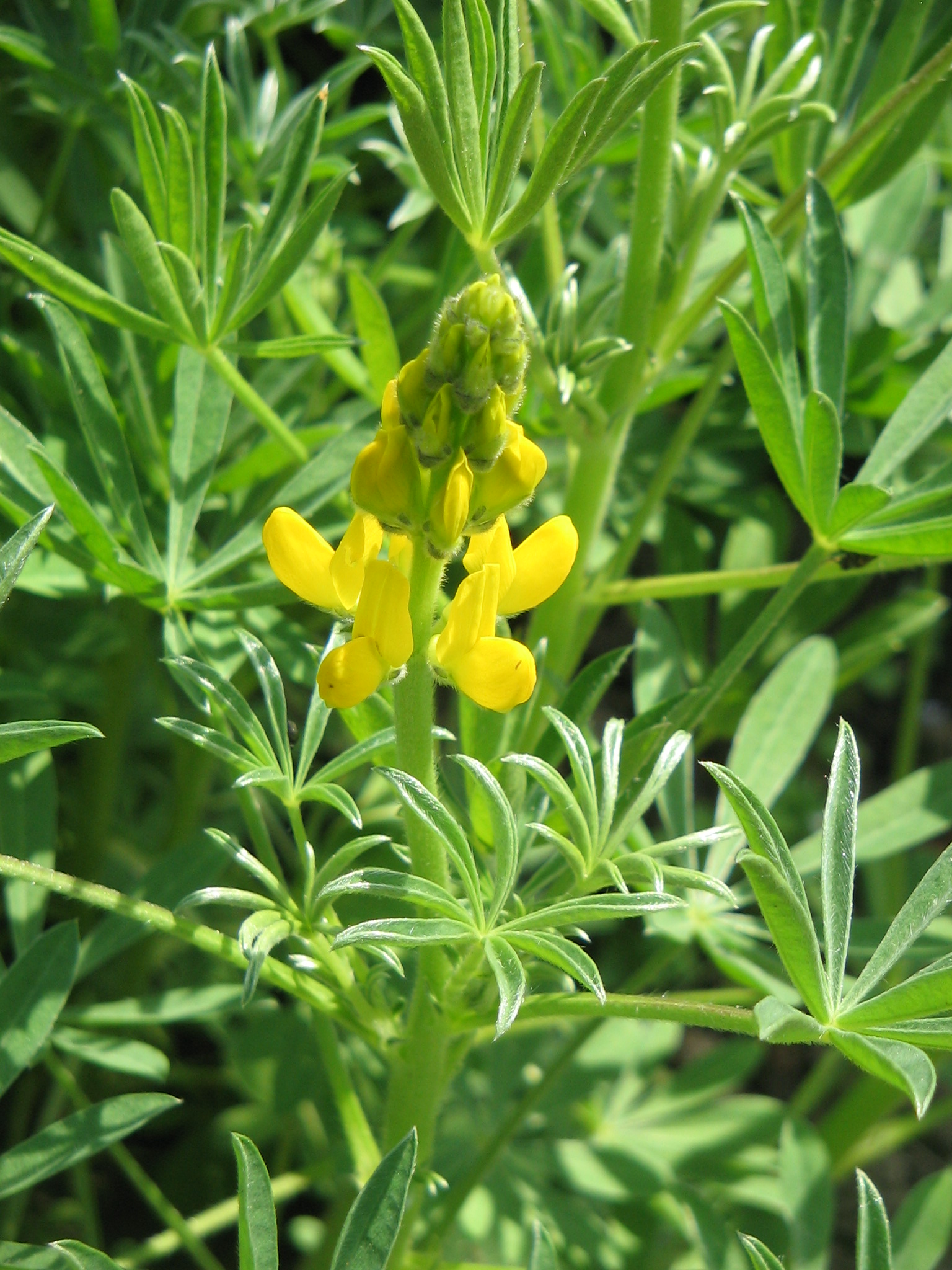
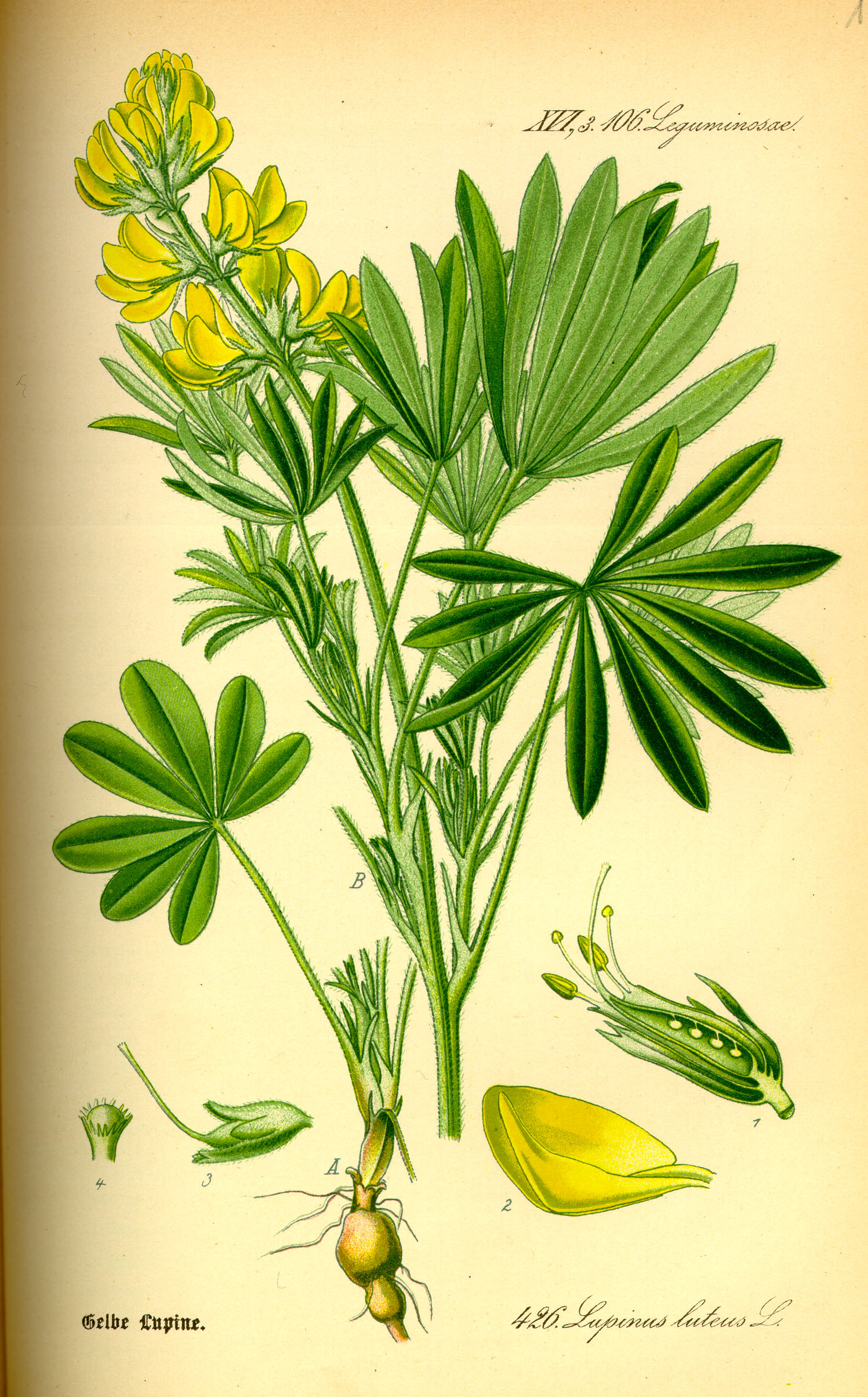
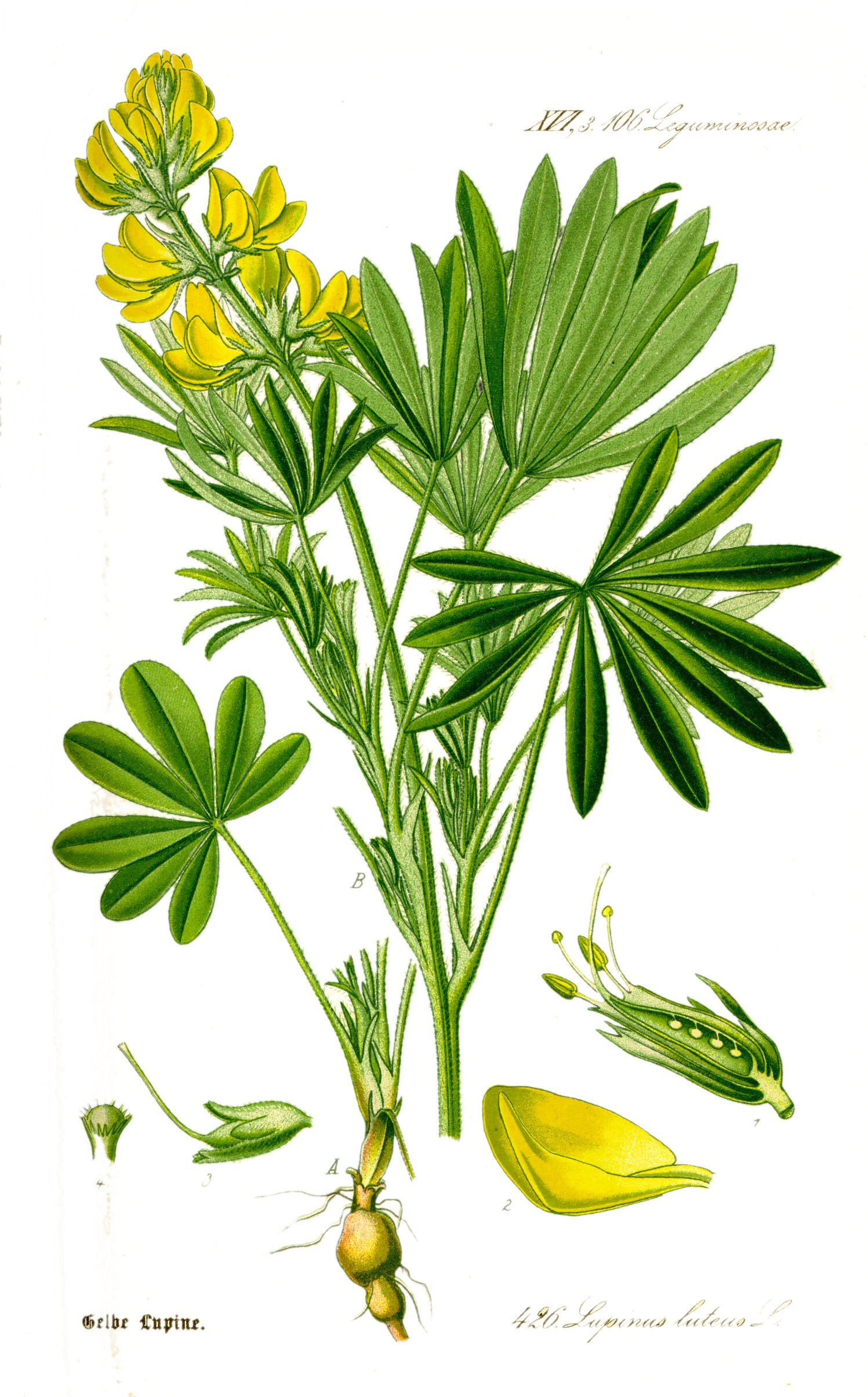
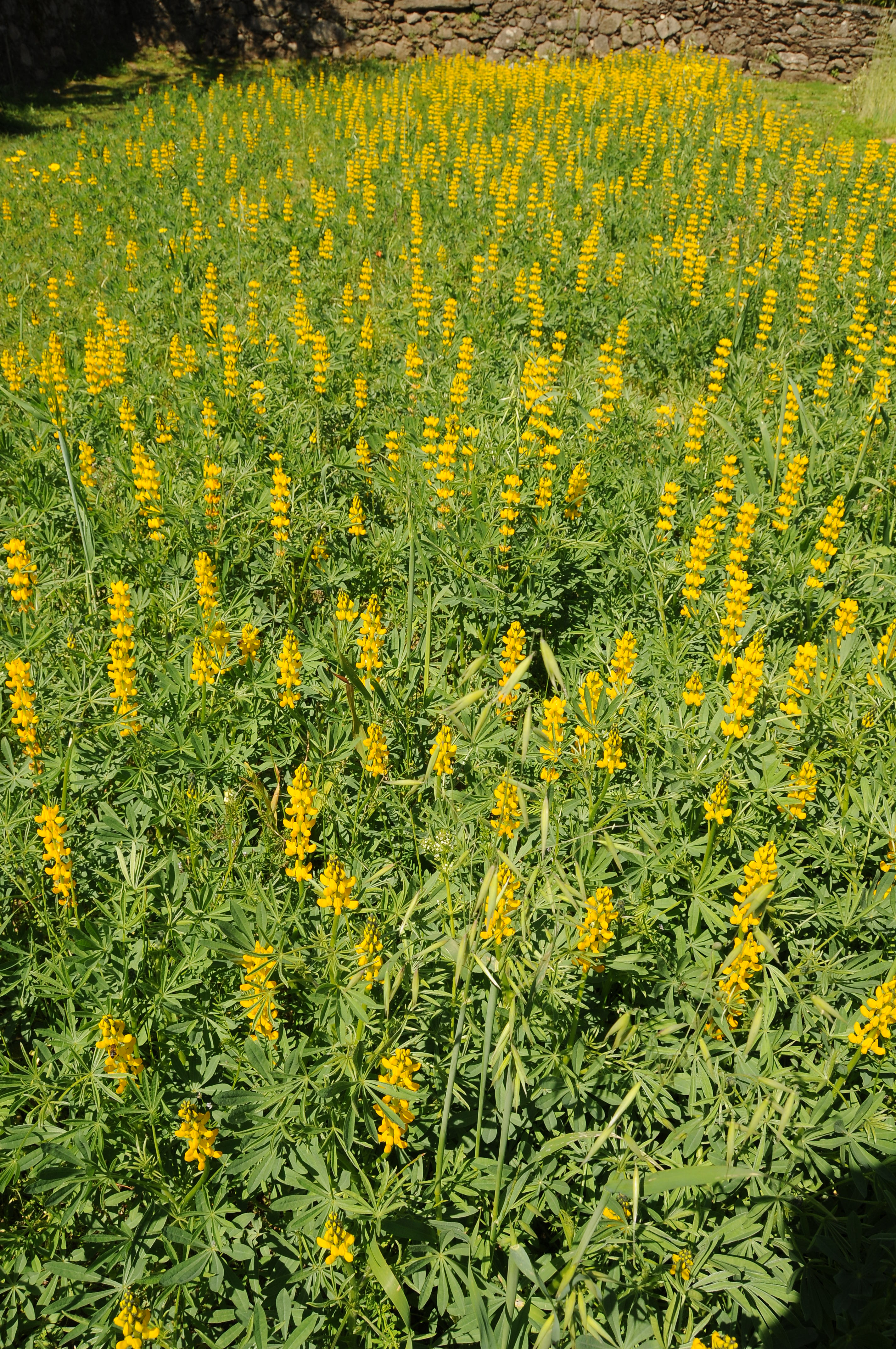
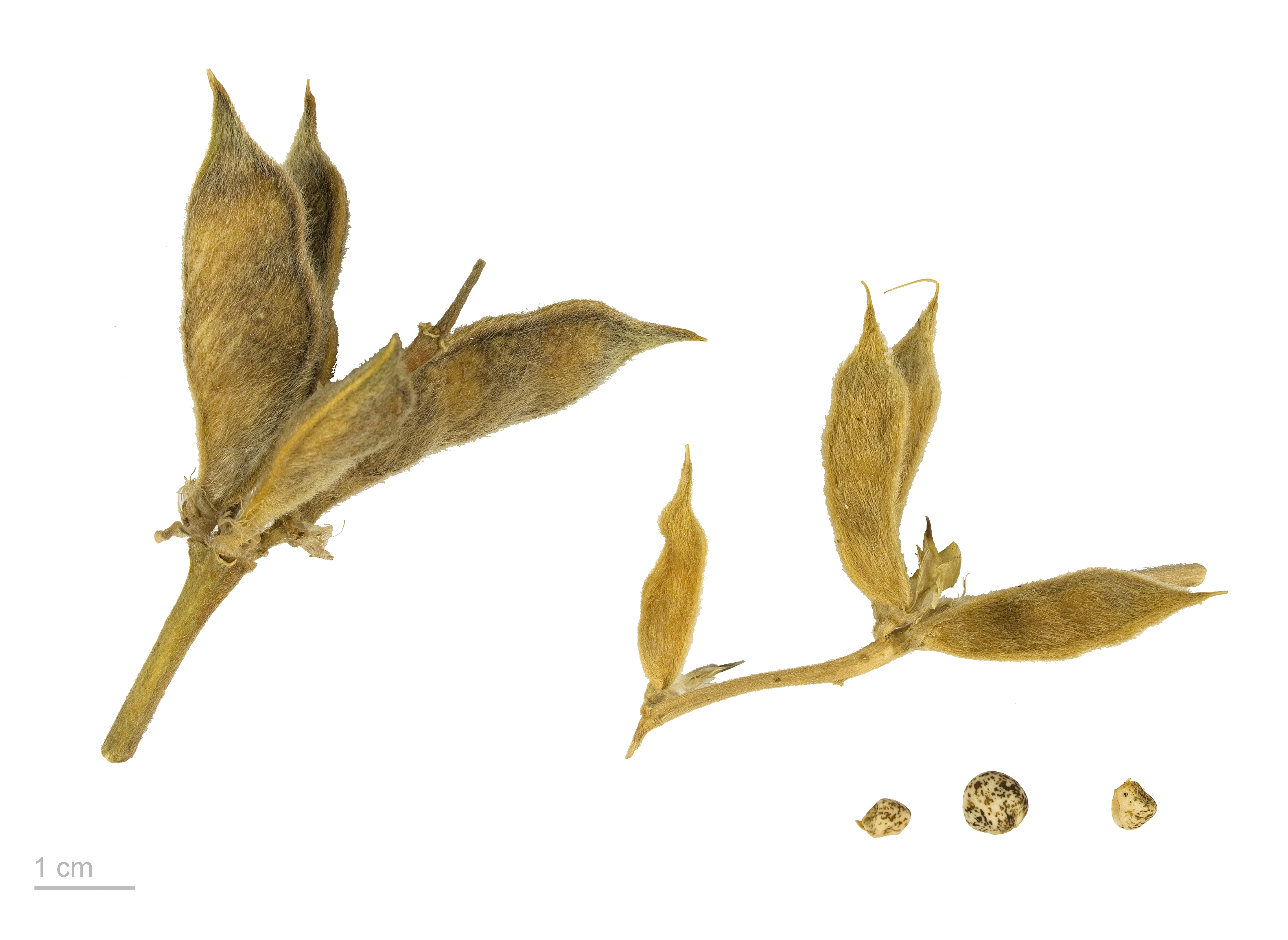
Lupinus luteus - Museum specimen